# Jozef Lohyňa
Jozef Lohyňa (n. 13 aprilie 1963, Zlaté Moravce, Nitriansky kraj, Slovacia) este un luptător ce a reprezentat Cehoslovacia și Slovacia, medaliat olimpic. A participat la 3 ediții ale Jocurilor Olimpice (1988, 1992, 1996) în care a câștigat o medalie de bronz.